# ひよどり草紙
『ひよどり草紙』（ひよどりぞうし）は、吉川英治の小説。1927年8月に講談社から刊行された。その後、4度にわたって映画化されている。

## 映画

### 1928年版
1928年1月10日・3月8日・3月28日・4月9日・4月22日に全五部作として公開。製作はマキノ・プロダクション。

#### スタッフ
- 監督：人見吉之助
- 脚色：内田菊子
- 撮影：木村角山

#### キャスト
- 筧燿之助：マキノ梅太郎
- 為永陣太郎：林誠之助
- 久我麻吉：松尾文人
- 玉水早苗：岡島艶子
- 斯波丹波：尾上松緑
- 玉水甚右衛門：大味正徳（第一篇）
- ものかは検校：佐久間八郎（第一篇）
- 筧大学頭：若松文男（第一篇）
- 有馬道紀：川田弘道（第一篇）
- 巫女文江：五十川鈴子（第一篇）
- 土井大炊守：島村昇之助（第二篇 - 第五篇）
- 井伊直孝：星月英之進（第二篇 - 第五篇）
- 猟師豚兵衛：柳妻麗三郎（第二篇 - 第五篇）
- 女房お杉：市川鶴亀（第二篇 - 第五篇）
- 教祖石風眼：守本専一（第二篇 - 第五篇）

### 1933年版
1933年11月30日・12月7日に前後篇として公開。製作は新興キネマ。

#### スタッフ
- 監督：曽根純三
- 脚本：上島量
- 撮影：藤井清

#### キャスト
- 筧耀之助：尾上菊太郎
- 玉水早苗：森静子
- 為永陣太郎：阪東扇太郎
- 琢兵衛：嵐璃徳
- 斯波丹波守：荒木忍
- くぐつのお仙：浦辺粂子
- 筧大学頭：尾上松緑
- 玉水甚左衛門：林誠太郎
- 秋江：滝鈴子
- 麻吉：大西卓夫
- 鳳眼：大野三郎
- 土井大炊頭：日の本一男
- 有馬道紹：草間実（後篇）
- ものかは検校：春路謙作（後篇）
- 将軍家忠：桜井勇（後篇）
- 竹千代君：金沢伊都夫（後篇）
- 菊妙姫：五十鈴桂子（後篇）
- 大野治長：片桐恒男（後篇）
- 薬売現六：新見映郎（後篇）
- 広幡大納言：三上新吉（後篇）

### 1952年版
1952年10月23日に公開。製作は宝プロ、配給は東映。

#### スタッフ
- 監督：加藤泰
- 製作：高村将嗣
- 脚本：野島信吉
- 音楽：高橋半

#### キャスト
- 鳥刺しの源次：重光彬
- 筧燿之助：江見俊太郎
- 麻吉：津川雅彦
- 為永陣太郎：河野秋武
- 玉水早苗：星美千子
- お照：朝雲照代
- お藤：鳳衣子
- 麻吉の姉：故里ひびき
- 梅市：坊屋三郎
- 越中の薬売り：山茶花究
- かゞし：益田喜頓
- 斯波丹波守：澤村國太郎

### 1954年版

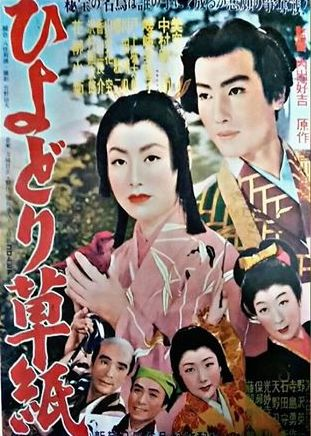
ポスター

1954年2月10日に公開。製作は新芸術プロダクション。配給は松竹。モノクロ、スタンダード。上映時間は92分。

#### スタッフ
- 監督：内出好吉
- 製作：福島通人
- 脚本：八住利雄
- 音楽：万城目正
- 撮影：竹野治夫

#### キャスト
- 玉水早苗：美空ひばり
- 筧耀之助：中村錦之助
- 今川美絵：嵯峨美智子
- 投げ釘お銀：花柳小菊
- 為永陣太郎：戸上城太郎
- 傀儡師梅市：川田晴久
- 蛸八：堺駿二
- 薬売り玄斎：山茶花究
- 斯波丹波守：香川良介
- 奥方：大倉千代子
- 有馬右門之介：澤村國太郎
- 土井大炊頭：海江田譲二
- 玉木甚左衛門：野沢英一
- 今川鳳眼：寺島雄作
- 茶店の爺さん：石田守衛
- 関屋伝十郎：天野刃一
- せむし男：光妙寺三郎
- 久留米儀助：保瀬英二郎
- 筧大学頭：藤間林太郎